# Czaple Małe
Czaple Małe – wieś w Polsce położona w województwie małopolskim, w powiecie miechowskim, w gminie Gołcza.
W latach 1954–1960 wieś należała i była siedzibą władz gromady Czaple Małe, po jej zniesieniu w gromadzie Wysocice. W latach 1975–1998 miejscowość administracyjnie należała do województwa krakowskiego.
Z Czapel pochodzi klacz Kasztanka.

## Części wsi
| SIMC    | Nazwa       | Rodzaj    |
| ------- | ----------- | --------- |
| 0319167 | Domiarki    | część wsi |
| 0319173 | Kopanina    | część wsi |
| 0319180 | Łąka        | część wsi |
| 0319196 | Studniewice | część wsi |

## Zabytki
Obiekt wpisany do rejestru zabytków nieruchomych województwa małopolskiego.
- Zespół dworski: dwór, park, figura M. Bożej.

## Sport
We wsi działa klub sportowy LKS Czapla Czaple Małe.